# John Williamson
John Lee Williamson (ur. 10 listopada 1951, zm. 30 listopada 1996) – amerykański koszykarz występujący na pozycji rzucającego obrońcy. Po grze na uczelni New Mexico State University, Williamson zgłosił się do draftu 1973, w którym został wybrany w 6. rundzie z numerem 96. przez Atlanta Hawks. Dwukrotny mistrz ABA z drużyną New York Nets w latach 1974 i 1976. Zmarł 30 listopada 1996 z powodu niewydolności nerek.

## Osiągnięcia
ABA
- Mistrz ABA (1974, 1976)
- Zaliczony do I składu debiutantów ABA (1974)
- Zespół Brooklyn Nets zastrzegł należący do niego numer 23